# Costigliole d'Asti
Costigliole d'Asti est une commune italienne de la province d'Asti, dans la région Piémont.

## Administration
| Période                                  | Période | Identité | Étiquette | Qualité |
| ---------------------------------------- | ------- | -------- | --------- | ------- |
|                                          |         |          |           |         |
| Les données manquantes sont à compléter. |         |          |           |         |

### Hameaux
Annunziata, Boglietto, Bionzo, Burio, Case Marchisio, Loreto, Motta, Sant'Anna, Santa Margherita, Sabbionassi

### Communes limitrophes
Agliano Terme, Antignano, Calosso, Castagnole delle Lanze, Castiglione Tinella, Govone, Isola d'Asti, Montegrosso d'Asti, San Martino Alfieri